# Jasmine Curtis
Pour les articles homonymes, voir Jasmine et Curtis.
Jasmine Curtis, née à Melbourne en 1994, est une actrice philippine.

## Biographie
Jasmine Curtis commence sa carrière d'actrice dans diverses séries télévisées, ensuite elle s'oriente vers les longs métrages. En 2016, elle tient l'un des deux rôles principaux du film lesbien de Samantha Lee, Baka Bukas (Maybe Tomorrow). 
Jasmine Curtis a une sœur également actrice, Anne Curtis.

## Filmographie
- 2011 : Ang utol kong hoodlum (série télévisée) : Bing Morrison
- 2012 : Regal Shocker (série télévisée) : Nicks
- 2012 : Nandito ako (en) (série télévisée) : Anya Dionisio
- 2013 : Undercover (en) (série télévisée) : Claire
- 2013 : Transit (en) : Yael
- 2013 : Puti : Nika
- 2014 : The Replacement Bride (téléfilm) : Chynna
- 2014 : Confessions of a Torpe (série télévisée) : Jasmine
- 2014 : Dementia (en) : Rachel
- 2014 : Wattpad Presents (mini-série) : Sitti Sandoval
- 2014 : Bonifacio: Ang unang pangulo : Andrea
- 2015 : Halik sa hangin : Quinn Zobrado
- 2015 : LolaBasyang.com (mini-série) : Maryang Makiling
- 2015 : Resureksyon : Amanda Libangan
- 2016 : Forever Sucks (série télévisée) : Izabel
- 2016 : Imagine You & Me : Clarissa / Isay
- 2016 : Baka Bukas : Alex
- 2017 : I'm Drunk, I Love You : Pathy